# Relais mondiaux 2015
Navigation
Édition 2014 Édition 2017
Les 2e Relais mondiaux de l'IAAF ou Challenge mondial des relais (en anglais : 2015 IAAF World Relays) ont eu lieu les 2 et 3 mai 2015 au Thomas Robinson Stadium de Nassau, aux Bahamas.
Cinq épreuves masculines et cinq féminines sont au programme de cette compétition : le 4 × 100 mètres, le 4 × 200 mètres, le 4 × 400 mètres, le 4 × 800 mètres et le distance medley relay (1 200 m, 400 m, 800 m, 1 600 m) qui remplace le 4 × 1 500 mètres. Les huit équipes classées parmi les huit premières des relais de 4 × 100 m et de 4 × 400 m sont automatiquement qualifiées pour les Jeux olympiques de 2016.

## Organisation

### Programme
|        | 2 mai                           | 3 mai                                     |
| ------ | ------------------------------- | ----------------------------------------- |
| Hommes | 4 × 800 m 4 × 100 m             | Distance medley relay 4 × 200 m 4 × 400 m |
| Femmes | Distance medley relay 4 × 200 m | 4 × 800 m 4 × 400 m 4 × 100 m             |

### Participation
669 athlètes, issus de 43 pays, prennent part aux compétitions. 
| - Allemagne - Antigua-et-Barbuda - Arabie saoudite - Australie - Bahamas - Bahreïn - Barbade - Belgique - Botswana - Brésil - Canada - Chine - Colombie - Cuba - Équateur | - Espagne - États-Unis - France - Hong Kong - Îles Caïmans - Îles Vierges des États-Unis - Irlande - Italie - Jamaïque - Japon - Kazakhstan - Kenya - Mexique - Namibie - Nigeria | - Papouasie-Nouvelle-Guinée - Pays-Bas - Pologne - Portugal - Porto Rico - République dominicaine - Royaume-Uni - Saint-Christophe-et-Niévès - Suède - Suisse - Trinité-et-Tobago - Turquie - Venezuela |

### Bilan des relais mondiaux
Les États-Unis remportent la compétition en obtenant le « golden baton » (bâton en or).

## Podiums

### Hommes
| Épreuves              | Or | Argent | Bronze                                                                                     |
| --------------------- | --- | --- | ------------------------------------------------------------------------------------------ |
| 4 × 100 mètres        | États-Unis Mike Rodgers Justin Gatlin Tyson Gay Ryan Bailey 37 s 38 (CR, NR)                                                                    | Jamaïque Nesta Carter Kemar Bailey-Cole Nickel Ashmeade Usain Bolt 37 s 68 (SB)                                                                | Japon Kazuma Ōseto Kenji Fujimitsu Yoshihide Kiryū Kōtarō Taniguchi 38 s 20 (SB)           |
| 4 × 200 mètres        | Jamaïque Nickel Ashmeade Rasheed Dwyer Jason Livermore Warren Weir 1 min 20 s 97 Participation aux séries : Jermaine Brown                      | France Teddy Tinmar Christophe Lemaitre Pierre-Alexis Pessonneaux Ben Bassaw 1 min 21 s 49 Participation aux séries : Pierre Vincent           | Allemagne Robin Erewa Sven Knipphals Aleixo-Platini Menga Alexander Kosenkow 1 min 22 s 65 |
| 4 × 400 mètres        | États-Unis David Verburg Tony McQuay Jeremy Wariner LaShawn Merritt 2 min 58 s 43 (WL) Participation aux séries : Kyle Clemons Brycen Spratling | Bahamas Ramon Miller Michael Mathieu Steven Gardiner Chris Brown 2 min 58 s 91 (SB) Participation aux séries : Demetrius Pinder Alonzo Russell | Belgique Dylan Borlée Julien Watrin Jonathan Borlée Kévin Borlée 2 min 59 s 33 (NR)        |
| 4 × 800 mètres        | États-Unis Duane Solomon Erik Sowinski Casimir Loxsom Robby Andrews 7 min 4 s 84 (CR)                                                           | Pologne Karol Konieczny Kamil Gurdak Marcin Lewandowski Adam Kszczot 7 min 9 s 98 (SB)                                                         | Australie Jared West Josh Ralph Ryan Gregson Jordan Williamsz 7 min 16 s 30 (SB)           |
| Distance medley relay | États-Unis Kyle Merber Brycen Spratling Brandon Johnson Ben Blankenship 9 min 15 s 50 (WB)                                                      | Kenya Abednego Chesebe Miti Alphas Kishoyian Ferguson Cheruiyot Rotich Timothy Cheruiyot 9 min 17 s 20                                         | Australie Ryan Gregson Alexander Beck Jordan Williamsz Collis Birmingham 9 min 21 s 62     |

### Femmes
| Épreuves              | Or | Argent | Bronze |
| --------------------- | --- | --- | --- |
| 4 × 100 mètres        | Jamaïque Simone Facey Kerron Stewart Schillonie Calvert Veronica Campbell-Brown 42 s 14 (WL) Participation aux séries : Natasha Morrison                         | États-Unis Tianna Bartoletta Allyson Felix Kimberlyn Duncan Carmelita Jeter 42 s 32 (SB)                                                          | Royaume-Uni Asha Philip Ashleigh Nelson Bianca Williams Margaret Adeoye 42 s 84 (SB)                                           |
| 4 × 200 mètres        | Nigeria Blessing Okagbare Regina George Dominique Duncan Christy Udoh 1 min 30 s 52 (WL)                                                                         | Jamaïque Samantha Henry-Robinson Veronica Campbell-Brown Shericka Williams Sherone Simpson 1 min 31 s 73                                          | Allemagne Rebekka Haase Anne Christina Haack Nadine Gonska Josefina Elsler 1 min 33 s 61 (SB)                                  |
| 4 × 400 mètres        | États-Unis Phyllis Francis Natasha Hastings Sanya Richards-Ross Francena McCorory 3 min 19 s 39 (CR, WL) Participation aux séries : Deedee Trotter Jessica Beard | Jamaïque Anastasia Le-Roy Novlene Williams-Mills Christine Day Stephenie Ann McPherson 3 min 22 s 49 (SB) Participation aux séries : Natoya Goule | Royaume-Uni Eilidh Child Anyika Onuora Kelly Massey Seren Bundy-Davies 3 min 26 s 38 (SB) Participation aux séries : Shana Cox |
| 4 × 800 mètres        | États-Unis Chanelle Price Maggie Vessey Molly Beckwith-Ludlow Alysia Montaño 8 min 00 s 62 (CR, AR, WL)                                                          | Pologne Syntia Ellward Katarzyna Broniatowska Angelika Cichocka Sofia Ennaoui 8 min 11 s 36 (NR)                                                  | Australie Abbey de la Motte Kelly Hetherington Selma Kajan Brittany McGowan 8 min 13 s 97 (SB)                                 |
| Distance medley relay | États-Unis Treniere Moser Sanya Richards-Ross Ajee Wilson Shannon Rowbury 10 min 36 s 50                                                                         | Kenya Selah Jepleting Busienei Joy Nakhumicha Sakari Sylivia Chematui Chesebe Virginia Nyambura Nganga 10 min 43 s 35                             | Pologne Katarzyna Broniatowska Monika Szczęsna Angelika Cichocka Sofia Ennaoui 10 min 45 s 32                                  |

## Résultats des finales

### Hommes

#### Relais 4 ×100m
| Rang | Pays                       | Athlètes                                                                    | Temps        |
| ---- | -------------------------- | --------------------------------------------------------------------------- | ------------ |
| 1    | États-Unis                 | Mike Rodgers Justin Gatlin Tyson Gay Ryan Bailey                            | 37 s 38 (CR) |
| 2    | Jamaïque                   | Nesta Carter Kemar Bailey-Cole Nickel Ashmeade Usain Bolt                   | 37 s 68 (SB) |
| 3    | Japon                      | Kazuma Ōseto Kenji Fujimitsu Yoshihide Kiryū Kōtarō Taniguchi               | 38 s 20 (SB) |
| 4    | Brésil                     | Bruno de Barros Vítor Hugo dos Santos Aldemir da Silva Júnior Jorge Vides   | 38 s 63 (SB) |
| 5    | France                     | Pierre Vincent Christophe Lemaitre Pierre-Alexis Pessonneaux Emmanuel Biron | 38 s 81      |
| 6    | Saint-Christophe-et-Niévès | Jason Rogers Brijesh Lawrence Lestrod Roland Antoine Adams                  | 38 s 85      |
| 7    | Trinité-et-Tobago          | Keston Bledman Marc Burns Rondel Sorrillo Richard Thompson                  | 38 s 92      |
| 8    | Allemagne                  | Aleixo-Platini Menga Sven Knipphals Alexander Kosenkow Patrick Domogala     | 39 s 40      |

#### Relais 4 ×200m
| Rang | Pays                       | Athlètes                                                              | Temps              |
| ---- | -------------------------- | --------------------------------------------------------------------- | ------------------ |
| 1    | Jamaïque                   | Nickel Ashmeade Rasheed Dwyer Jason Livermore Warren Weir             | 1 min 20 s 97      |
| 2    | France                     | Teddy Tinmar Christophe Lemaitre Pierre-Alexis Pessonneaux Ben Bassaw | 1 min 21 s 49      |
| 3    | Allemagne                  | Robin Erewa Sven Knipphals Aleixo-Platini Menga Alexander Kosenkow    | 1 min 22 s 65      |
| 4    | Pologne                    | Jakub Adamski Remigiusz Olszewski Kamil Masztak Karol Zalewski        | 1 min 22 s 85      |
| 5    | Bahamas                    | Deneko Brown Andretti Bain Alfred Higgs Blake Bartlett                | 1 min 22 s 91      |
| 6    | Saint-Christophe-et-Niévès | Antoine Adams Lestrod Roland Brijesh Lawrence Allistar Clarke         | 1 min 22 s 92      |
| 7    | Suisse                     | Steven Gugerli Pascal Mancini Reto Schenkel Suganthan Somasundaram    | 1 min 24 s 37 (NR) |
| -    | États-Unis                 | Wallace Spearmon Isiah Young Curtis Mitchell Justin Gatlin            | DQ                 |

#### Relais 4 ×400m
| Rang | Pays              | Athlètes                                                              | Temps              |
| ---- | ----------------- | --------------------------------------------------------------------- | ------------------ |
| 1    | États-Unis        | David Verburg Tony McQuay Jeremy Wariner LaShawn Merritt              | 2 min 58 s 43 (WL) |
| 2    | Bahamas           | Ramon Miller Michael Mathieu Steven Gardiner Chris Brown              | 2 min 58 s 91 (SB) |
| 3    | Belgique          | Dylan Borlée Julien Watrin Jonathan Borlée Kévin Borlée               | 2 min 59 s 33 (NR) |
| 4    | Jamaïque          | Rusheen McDonald Edino Steele Ricardo Chambers Javon Francis          | 3 min 00 s 23 (SB) |
| 5    | Brésil            | Pedro Luiz de Oliveira Wagner Cardoso Hederson Estefani Hugo de Sousa | 3 min 00 s 96 (SB) |
| 6    | Royaume-Uni       | Conrad Williams Rabah Yousif Jack Green George Caddick                | 3 min 01 s 51 (SB) |
| 7    | Trinité-et-Tobago | Lalonde Gordon Jarrin Solomon Renny Quow Machel Cedenio               | 3 min 03 s 10      |
| 8    | Botswana          | Onkabetse Nkobolo Zacharia Kamberuka Leaname Maotoanong Isaac Makwala | 3 min 03 s 73      |

#### Relais 4 ×800m
| Rang | Pays       | Athlètes                                                                          | Temps             |
| ---- | ---------- | --------------------------------------------------------------------------------- | ----------------- |
| 1    | États-Unis | Duane Solomon Erik Sowinski Casimir Loxsom Robby Andrews                          | 7 min 4 s 84 (CR) |
| 2    | Pologne    | Karol Konieczny Kamil Gurdak Marcin Lewandowski Adam Kszczot                      | 7 min 9 s 98      |
| 3    | Australie  | Jared West Josh Ralph Ryan Gregson Jordan Williamsz                               | 7 min 16 s 30     |
| 4    | Mexique    | Bryan Martínez César Daniel Belman Gamaliel Moctezuma Omar Rosales                | 7 min 22 s 61     |
| -    | Kenya      | Alfred Kipketer Nicholas Kiplangat Kipkoech Timothy Kitum Jeremiah Kipkorir Mutai | DQ                |

#### Distance medley relay
| Rang | Pays                      | Athlètes                                                                                 | Temps              |
| ---- | ------------------------- | ---------------------------------------------------------------------------------------- | ------------------ |
| 1    | États-Unis                | Kyle Merber Brycen Spratling Brandon Johnson Ben Blankenship                             | 9 min 15 s 50 (WB) |
| 2    | Kenya                     | Abednego Chesebe Miti Alphas Leken Kishoyian Ferguson Cheruiyot Rotich Timothy Cheruiyot | 9 min 17 s 20      |
| 3    | Australie                 | Ryan Gregson Alexander Beck Jordan Williamsz Collis Birmingham                           | 9 min 21 s 62      |
| 4    | Pologne                   | Mateusz Demczyszak Łukasz Krawczuk Adam Kszczot Marcin Lewandowski                       | 9 min 24 s 07      |
| 5    | Allemagne                 | Sebastian Keiner Jonas Plass Robin Schembera Florian Orth                                | 9 min 24 s 37      |
| 6    | Papouasie-Nouvelle-Guinée | Andipas Georasi Paul Pokana Kevin Kapmatana George Yamak                                 | 10 min 50 s 63     |

### Femmes

#### Relais 4 ×100m
| Rang | Pays              | Athlètes                                                                | Temps        |
| ---- | ----------------- | ----------------------------------------------------------------------- | ------------ |
| 1    | Jamaïque          | Simone Facey Kerron Stewart Schillonie Calvert Veronica Campbell-Brown  | 42 s 14 (WL) |
| 2    | États-Unis        | Tianna Bartoletta Allyson Felix Kimberlyn Duncan Carmelita Jeter        | 42 s 32 (SB) |
| 3    | Royaume-Uni       | Asha Philip Ashleigh Nelson Bianca Williams Margaret Adeoye             | 42 s 84 (SB) |
| 4    | Canada            | Crystal Emmanuel Kimberly Hyacinthe Shai-Anne Davis Khamica Bingham     | 42 s 85 (SB) |
| 5    | Trinité-et-Tobago | Kamaria Durant Michelle-Lee Ahye Reyare Thomas Kai Selvon               | 42 s 88      |
| 6    | Brésil            | Vanusa dos Santos Ana Cláudia Silva Franciela Krasucki Rosângela Santos | 42 s 92 (SB) |
| 7    | Nigeria           | Gloria Asumnu Blessing Okagbare Dominique Duncan Peace Uko              | 42 s 99 (SB) |
| 8    | Suisse            | Mujinga Kambundji Lea Sprunger Marisa Lavanchy Fanette Humair           | 43 s 74      |

#### Relais 4 ×200m
| Rang | Pays       | Athlètes                                                                          | Temps              |
| ---- | ---------- | --------------------------------------------------------------------------------- | ------------------ |
| 1    | Nigeria    | Blessing Okagbare Regina George Dominique Duncan Christy Udoh                     | 1 min 30 s 52 (WL) |
| 2    | Jamaïque   | Samantha Henry-Robinson Veronica Campbell-Brown Shericka Williams Sherone Simpson | 1 min 31 s 73      |
| 3    | Allemagne  | Rebekka Haase Anne Christina Haack Nadine Gonska Josefina Elsler                  | 1 min 33 s 61      |
| 4    | Chine      | Yuan Qiqi Kong Lingwei Liang Xiaojing Lin Huijun                                  | 1 min 34 s 89 (AR) |
| 5    | Irlande    | Amy Foster Stephanie Creaner Sarah Lavin Phil Healy                               | 1 min 36 s 90 (NR) |
| -    | France     | Brigitte Ntiamoah Déborah Sananes Jennifer Galais Céline Distel-Bonnet            | DNF                |
| -    | États-Unis | Shalonda Solomon Kimberlyn Duncan Jeneba Tarmoh Allyson Felix                     | DNF                |
| -    | Bahamas    | Sheniqua Ferguson Anthonique Strachan Brianne Bethel Shaunae Miller               | DQ                 |

#### Relais 4 ×400m
| Rang | Pays        | Athlètes                                                                      | Temps              |
| ---- | ----------- | ----------------------------------------------------------------------------- | ------------------ |
| 1    | États-Unis  | Phyllis Francis Natasha Hastings Sanya Richards-Ross Francena McCorory        | 3 min 19 s 39 (CR) |
| 2    | Jamaïque    | Anastasia Le-Roy Novlene Williams-Mills Christine Day Stephenie Ann McPherson | 3 min 22 s 49 (SB) |
| 3    | Royaume-Uni | Eilidh Child Anyika Onuora Kelly Massey Seren Bundy-Davies                    | 3 min 26 s 38 (SB) |
| 4    | France      | Lénora Guion-Firmin Marie Gayot Elea Mariama Diarra Floria Guei               | 3 min 26 s 68 (SB) |
| 5    | Pologne     | Ewelina Ptak Małgorzata Hołub Joanna Linkiewicz Justyna Święty                | 3 min 29 s 30 (SB) |
| 6    | Canada      | Nicole Sassine Wendy Fawn Dorr Carline Muir Audrey Jean-Baptiste              | 3 min 29 s 65 (SB) |
| 7    | Australie   | Anneliese Rubie Jessica Gulli Morgan Mitchell Lyndsay Pekin                   | 3 min 30 s 03 (SB) |
| 8    | Brésil      | Joelma Sousa Jailma de Lima Liliane Fernandes Geisa Coutinho                  | 3 min 31 s 30      |

#### Relais 4 ×800m
| Rang | Pays       | Athlètes                                                                          | Temps                      |
| ---- | ---------- | --------------------------------------------------------------------------------- | -------------------------- |
| 1    | États-Unis | Chanelle Price Maggie Vessey Molly Beckwith-Ludlow Alysia Montaño                 | 8 min 00 s 62 (CR, AR, WL) |
| 2    | Pologne    | Syntia Ellward Katarzyna Broniatowska Angelika Cichocka Sofia Ennaoui             | 8 min 11 s 36 (NR)         |
| 3    | Australie  | Abbey de la Motte Kelly Hetherington Selma Kajan Brittany McGowan                 | 8 min 13 s 97 (SB)         |
| 4    | Cuba       | Rose Mary Almanza Arletis Thaureaux Gilda Casanova Sahily Diago                   | 8 min 15 s 84 (NR)         |
| 5    | Jamaïque   | Kimarra McDonald Simoya Campbell Natoya Goule Samantha James                      | 8 min 16 s 04 (NR)         |
| 6    | Canada     | Karine Belleau-Béliveau Rachel François Elizabeth Whelan Rachel Aubry             | 8 min 16 s 27 (SB)         |
| 7    | Mexique    | Gabriela Medina Alejandra Pozas Paola Vázquez Arantza Hernández                   | 8 min 30 s 56 (SB)         |
| 8    | Kenya      | Annet Mwanzi Lukhuyi Sheila Jepkosgei Chesang Sylvia Cherop Eglay Nafuna Nalyanya | 8 min 33 s 15 (SB)         |

#### Distance medley relay
| Rang | Pays       | Athlètes                                                                                         | Temps               |
| ---- | ---------- | ------------------------------------------------------------------------------------------------ | ------------------- |
| 1    | États-Unis | Treniere Moser Sanya Richards-Ross Ajee Wilson Shannon Rowbury                                   | 10 min 36 s 50 (WB) |
| 2    | Kenya      | Selah Jepleting Busienei Joy Nakhumicha Sakari Sylivia Chematui Chesebe Virginia Nyambura Nganga | 10 min 43 s 35      |
| 3    | Pologne    | Katarzyna Broniatowska Monika Szczęsna Angelika Cichocka Sofia Ennaoui                           | 10 min 45 s 32      |
| 4    | Australie  | Melissa Duncan Samantha Lind Brittany McGowan Heidi See                                          | 10 min 46 s 74      |
| 5    | Allemagne  | Diana Sujew Janin Lindenberg Christina Hering Gesa Felicitas Krause                              | 11 min 6 s 14       |
| 6    | France     | Rénelle Lamote Elea Mariama Diarra Clarisse Moh Claire Perraux                                   | 11 min 6 s 33       |

## Classement

### Classement par équipes
- Pays organisateur (Bahamas)

|    | Nation      | Points |
| -- | ----------- | ------ |
| 1  | États-Unis  | 63.0   |
| 2  | Jamaïque    | 46.0   |
| 3  | Pologne     | 34.0   |
| 4  | Australie   | 25.0   |
| 5  | Allemagne   | 21.0   |
| 6  | France      | 19.0   |
| 7  | Kenya       | 15.0   |
| 8  | Royaume-Uni | 15.0   |
| 9  | Brésil      | 13.0   |
| 10 | Bahamas     | 11.0   |

### Tableau des médailles
| Rang  | Nation      | Or | Argent | Bronze | Total |
| ----- | ----------- | -- | ------ | ------ | ----- |
| 1     | États-Unis  | 7  | 1      |        |       |
| 2     | Jamaïque    | 2  | 3      |        |       |
| 3     | Nigeria     | 1  |        |        |       |
| 4     | Pologne     |    | 2      | 1      |       |
| 5     | Kenya       |    | 2      |        |       |
| 6     | Bahamas     |    | 1      |        |       |
| -     | France      |    | 1      |        |       |
| 7     | Australie   |    |        | 3      |       |
| 8     | Royaume-Uni |    |        | 2      |       |
| -     | Allemagne   |    |        | 2      |       |
| 9     | Belgique    |    |        | 1      |       |
|       | Japon       |    |        | 1      |       |
| Total | Total       | 10 | 10     | 10     | 30    |

## Records

### Records nationaux
- . Relais 4 × 100 mètres : 38 s 70
- . Relais 4 × 200 mètres : 1 min 36 s 90 (F)
- . Relais 4 × 400 mètres : 3 min 41 s 47 (F) (Qf)

### Records du monde
- . 10 min 36 s 50 . Distance medley relay (F)

### Records continentaux
- . Relais 4 × 200 mètres : 1 min 34 s 89 (F)
- . Relais 4 × 200 mètres : 1 min 30 s 52 (F)
- . Relais 4 × 800 mètres : 8 min 00 s 62 (F)
- . Relais 4 × 400 mètres : 2 min 59 s 33 (H)

## Légende
Records et Performances
- AR : Record continental (area record)
- CR : Record des championnats (championship record)
- MR : Record du meeting (meet record)
- NR : Record national (national record)
- OR : Record olympique (olympic record)
- PR : Record paralympique (paralympic record)
- PB : Record personnel (personal best)
- SB : Meilleure performance personnelle de la saison (season's best)
- WL : Meilleure performance mondiale de l'année (world leader)
- WJR : Record du monde junior (world junior record)
- WR : Record du monde (world record)

Circonstances et Conditions
- DNF : N'a pas terminé (did not finish)
- DNS : N'a pas pris le départ (did not start)
- DQ : Disqualification (disqualification)
- NM : Aucun essai valable enregistré (No Mark)
- Q : Qualifié « directement » au prochain tour (ou à la prochaine compétition), lors d'une compétition majeure, grâce au classement ou à la réalisation des minima (automatic qualifier)
- q : Qualifié au prochain tour (ou à la prochaine compétition), lors d'une compétition majeure, grâce au repêchage ou à la réalisation de l'une des meilleures performances parmi celles des « non qualifiés directement » (grâce au meilleur temps ou à la meilleure distance par exemple) (secondary qualifier)